# جین استاین
جین بابت استاین (انگلیسی: Jean Babette Stein؛ ۹ فوریهٔ ۱۹۳۴ – ۳۰ آوریل ۲۰۱۷)؛ نویسنده، پدیدآور و ویراستار اهل ایالات متحده آمریکا بود.
او حدود ۱۹۳۴ میلادی در خانواده‌ای یهودی در شیکاگو به دنیا آمد.
استاین در ۱۹۵۵ برای تولید اقتباس نمایشی گربه روی شیروانی داغ نوشته تنسی ویلیامز و برندهٔ جایزه پولیتزر، دستیار الیا کازان بود.
در سال ۱۹۷۰ به همراه جرج پلیمپتن مجموعه تاریخ شفاهی «سفر آمریکایی: دوران رابرت اف. کندی» را تألیف کرد. استاین همچنین به عنوان سردبیر مجله کار می‌کرد. در اواخر دهه ۱۹۵۰، او با پلمپتون در مجله پاریس ریویو ویراستار بود. از سال ۱۹۹۰ تا ۲۰۰۴، او سردبیر مجله هنرهای ادبی/تجسمی گراند استریت به همراه سردبیر هنری والتر هاپس بود.
استین که در اواخر عمرش از افسردگی رنج می‌برد در ۳۰ آوریل ۲۰۱۷ با پریدن از آپارتمان خود در منهتن خودکشی کرد. او ۸۳ سال داشت.